# Xanthanomis steremochla
Xanthanomis steremochla là một loài bướm đêm trong họ Noctuidae.